# 帕默斯頓 (貓)
帕默斯頓（英語：Palmerston）是一隻黑白雙色貓，2016年4月至2020年8月擔任英國唐寧街外交部的捕鼠大臣。

## 生平

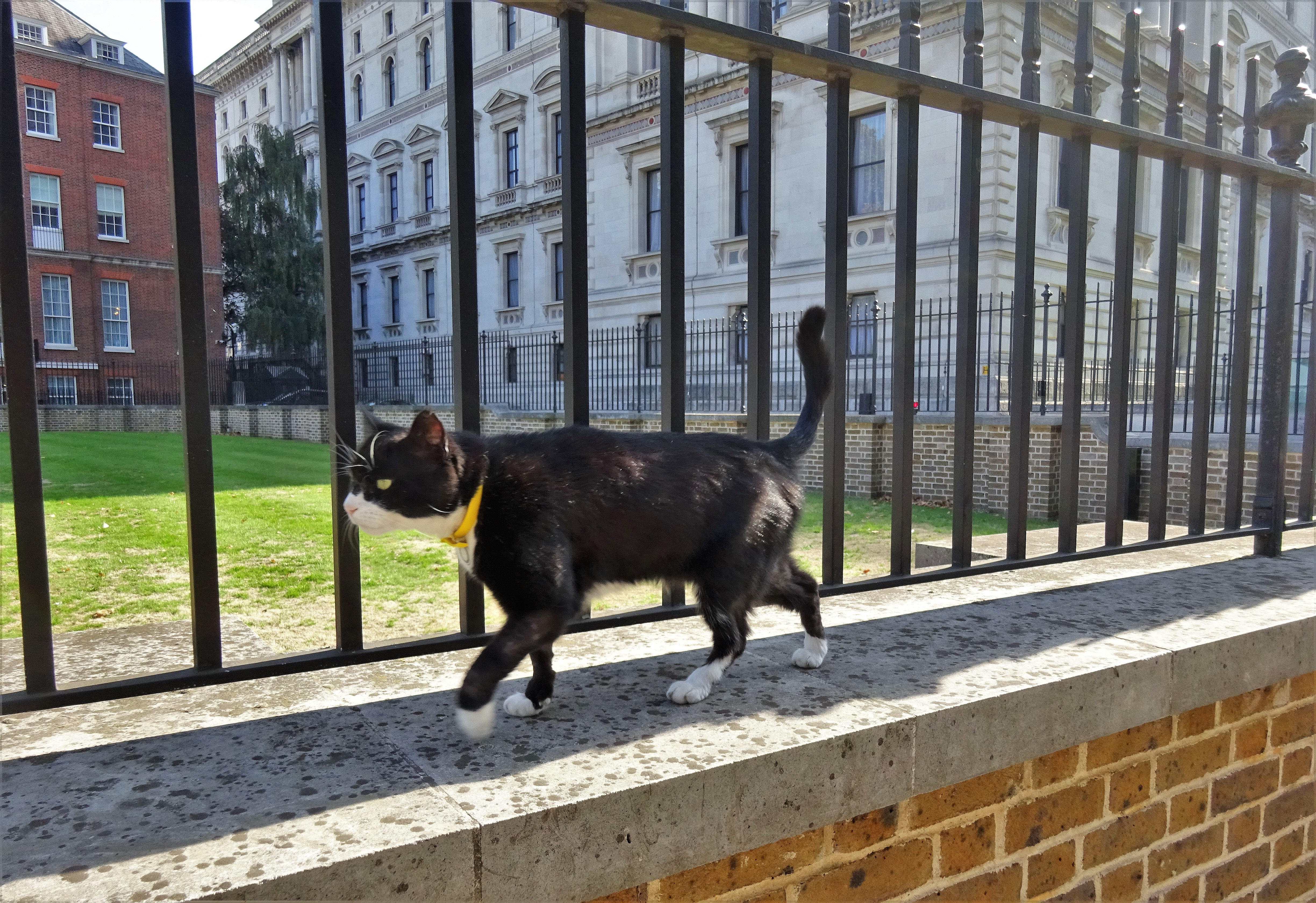
2018年，帕默斯頓在外交及聯邦事務部總部外散步

帕默斯頓原本只是倫敦街頭上的一隻流浪貓，被發現時又餓又瘦，身上亦無用於辨識貓主人的晶片。但所幸牠後來獲得了動保團體巴特西流浪動物中心的照顧。2016年，2歲的牠經過英國外交及國協事務部的挑選，終被其收養，於該年4月13日正式上任為外交部首席捕鼠大臣。牠的名字「Palmerston」取自19世紀英國歷史上一名外交大臣的爵位稱號。外交部稱不會用公款來飼養牠。
帕默斯頓在外交部的工作主要就是捕捉老鼠，以解決日逾嚴重的鼠患。在2017年時的統計，牠共捕獲了超過27只老鼠，而截至2018年4月的統計，帕默斯頓自上任以來總共捕獲57隻老鼠。
2018年初，外交部常務次長賽門·麥唐納的辦公室發出聲明，認為帕默斯頓「太胖了」、導致其工作效率變低，便下令要嚴加控管帕默斯頓的飲食，更禁止員工私下給牠餵食。
2020年8月，帕默斯頓宣布退休，其官方推特貼出了一張「請辭聲明」，內容表示牠發現自己很享受疫情期間待在鄉間的時光。

## 與拉里的關係
帕默斯頓與唐寧街的另一隻貓——英國內閣辦公廳首席捕鼠大臣拉里常被媒體拿來互做比較，雖然任職於首相官邸的拉里的「英國第一貓」名號較響亮，但牠的捕鼠效率卻低於帕默斯頓。
這兩隻貓之間的關係也並不是很好，經常起衝突。2016年6月賴瑞被發現腳掌受傷，據推測可能為帕默斯頓所傷；同年8月英國《太陽報》記者更目擊了帕默斯頓與拉里在首相官邸附近打架；10月，帕默斯頓在唐寧街上被拉里追趕，終被保安出手抱走。專家認為牠們是為了「地盤」才相互爭鬥的。
2017年7月26日，帕默斯頓試圖獨自進入唐寧街10號的首相官邸，但被門衛驅逐出去。

## 外部連結
- 帕默斯頓的X（前Twitter） （英文）

| 官衔   | 官衔                                                  | 官衔 |
| ------ | ----------------------------------------------------- | ---- |
| 新頭銜 | 英國外交及聯邦事務部首席捕鼠大臣 2016年4月－2020年8月 | 空缺 |